# Bhojpur Dharampur
Bhojpur Dharampur è una suddivisione dell'India, classificata come nagar panchayat, di 24.395 abitanti, situata nel distretto di Moradabad, nello stato federato dell'Uttar Pradesh. In base al numero di abitanti la città rientra nella classe III (da 20.000 a 49.999 persone).

## Geografia fisica
La città è situata a 28° 57' 42 N e 78° 50' 23 E.

## Società

### Evoluzione demografica
Al censimento del 2001 la popolazione di Bhojpur Dharampur assommava a 24.395 persone, delle quali 12.812 maschi e 11.583 femmine. I bambini di età inferiore o uguale ai sei anni assommavano a 5.168, dei quali 2.709 maschi e 2.459 femmine. Infine, coloro che erano in grado di saper almeno leggere e scrivere erano 7.915, dei quali 5.252 maschi e 2.663 femmine.